# 森永卓
森永 卓（もりなが たく、1995年5月18日 - ）は、日本のサッカー選手。ポジションはFW。

## 経歴
流通経済大学付属柏高等学校から流通経済大学に進学。
2018年1月4日にアルビレックス新潟シンガポールへの加入が発表された。5月27日の試合ではハットトリックを達成した。
2019年2月にプルヴァ・ツルノゴルスカ・フドバルスカ・リーガのFKルダル・プリェヴリャに加入したが、半年で退団した。